# Placiphorella hanselmani
Placiphorella hanselmani is een keverslakkensoort uit de familie van de Mopaliidae. De wetenschappelijke naam van de soort is voor het eerst geldig gepubliceerd in 1994 door R.N. Clark.